# Maladie d'Udbatta
La maladie d'Udbatta, ou faux ergot du riz, est une maladie fongique qui affecte diverses espèces de graminées (Poaceae), notamment les cultures de riz (Oryza sativa). Elle est causée par une espèce de champignons ascomycètes, Ephelis oryzae (syn. Balansia oryzae-sativae - téléomorphe), classée dans la famille des Clavicipitaceae, qui comprend les champignons de l'ergot de seigle.
Cette maladie est signalée principalement en Asie du Sud (notamment dans le sud de l'Inde), et de l'Est, dans quelques pays africains dans des îles du Pacifique.
Elle a été signalée pour la première fois en 1914 en Inde, dans l'État de Madras, où elle se rencontre surtout dans les régions de collines et reste rare en plaine. On l'a signalée depuis dans les États de Mysore, Andhra et Bombay. En Chine, on l'a observée dès 1939 dans la province du Yunnan. Le premier signalement de la maladie en Afrique, en 1947, a été fait au Sierra Leone sur des variétés en provenance d'Inde.
Étymologie :
Le nom de la maladie, « udbatta » est dérivé d'un terme usité en Inde, udbatti, synonyme d'agarbatti, qui signifie « bâtonnet d'encens », en référence à l'aspect des panicules de riz infectées.
La maladie est également appelée Incense rod disease (maladie du bâtonnet d'encens) ou Karikkadi roga.

## Symptômes
La maladie ne peut être détectée qu'au cours de la période d'épiaison, d'octobre à janvier dans le climat du sud de l'Inde.
Les plantes infectées sont généralement rabougries et produisent moins d'inflorescences. L'infection touche le plus souvent tous les talles d'une plante infectée, ce qui montre le caractère systémique de la maladie.
Avant même l'émergence des panicules, des bandes claires étroites, dues au mycélium blanc et aux conidies, apparaissent sur les feuilles « drapeau » (les dernières avant l'inflorescence) et sur les feuilles supérieures, légèrement déformées et qui paraissent argentées. Au grattage, ces feuilles montrent la présence de nombreuses conidies.
Les symptômes caractéristiques sont visibles sur les inflorescences.
Les panicules, normalement ramifiées et lâches, sont emmêlées par le mycélium avant même leur émergence, et apparaissent sous la forme d'un « épi », spiciforme réduit, compact, cylindrique, non ramifié, d'environ 20 à 25 cm de long. Les épillets sont réduits en taille et maintenus ensemble, intégrés dans une matrice fongique dure, prenant avec le temps, l'apparence de sclérotes, portant de nombreux points noirs. L'inflorescence normale est finalement remplacée par un axe blanc grisâtre émergeant de la gaine foliaire,. La couleur de cette structure, gris clair dans les premiers stades, vire au noir à maturité. Aucun grain ne se forme sur les panicules atteintes.

## Plantes hôtes
Outre le riz, la maladie d'udbatta peut affecter d'autres céréales cultivées, comme Secale cereale (seigle) et Sorghum vulgare (sorgho commun).
Une infection s'est produite en 1976 sur Pennisetum glaucum (mil à chandelle) cultivé à côté d'une parcelle de Setaria italica (millet des oiseaux) ; les fleurons de la moitié inférieure de la panicule affectée étaient grisâtres, collés ensemble et pressés sur le rachis.
En Inde la maladie est prévalente dans diverses culture de « petits millets », comme Setaria italica, Paspalum scrobiculatum (millet kodo ou herbe à l'épée) et Panicum sumatrense.
De nombreuses mauvaises herbes de la même famille (graminées) peuvent servir d'hôtes au champignon responsable de cette maladie, et donc faire office de réservoir pour cet agent pathogène.
Ce sont notamment  Isachne elegans, Arthraxon ciliaris var. coloratus, Sacciolepis indica, Cynodon dactylon, Oryza brachyantha, Sehima nervosum, Paspalum orbiculare, Paspalum dilatatum, Paspalum scrobiculatum, Eragrostis nigra et Alloteropsis cimicina. L'impérate cylindrique, Imperata cylindrica, a été retrouvée infectée à proximité de rizières de Mysore (Maharashtra, Inde) en 1969. Un champignon trouvé sur Microstegium nudum et Leptochloa chinensis a été provisoirement attribué à Ephelis oryzae,.
Des espèces d' Ephelis, classées comme Ephelis oryzae, Ephelis japonica ou Ephelis pallida, ont également été observées sur  des espèces appartenant à de nombreux autres genres de graminées, notamment Acroceras, Andropogon, Brachiaria, Chloris, Chrysopogon, Digitaria, Echinochloa, Eragrostis , Eriochloa, Eulalia et Panicum .
Aux États-Unis, l'agent pathogène a été découvert sur une graminée ornementale importée, Pennisetum purpureum.

## Distribution
L'agent pathogène responsable de la maladie a une aire de répartition qui s'étend principalement, :
- en Asie : Chine (Hong Kong, Yunnan), Inde (Karnataka, Kerala, Madhya Pradesh, Maharashtra, Odisha (Orissa), Tamil Nadu), Indonésie, Japon, Bhoutan, Népal ;
- en Afrique : Sierra Leone, Ghana, Zambie ;
- en Amérique du Nord : États-Unis (Floride, Louisiane) ;
- en Océanie : Nouvelle-Calédonie, Vanuatu.

## Méthodes de lutte
La lutte contre la maladie d'udbatta dans les rizières repose principalement sur la prévention et la prophylaxie.
Les premières mesures consistent à sélectionner des semences saines pour le semis, d'éviter notamment d'utiliser des semences provenant de parcelles infectées, et d'enlever et détruire les panicules malades.
Il est préconisé de décaler les semis, soit très tôt (fin mai), soit très tard (début juillet), plutôt que semer à la date habituelle (mi-juin), pour limiter l'incidence de la maladie.
Le traitement des semences, qui sont la source de l'infection, a été étudié. Une étude indienne réalisée dans les années 1969-1971 a montré que le trempage des semences dans l'eau chaude à 54 °C pendant 10 minutes est efficace, de même que leur traitement à l'aide de différents fongicides. Le traitement solaire des semences s'est révélé également efficace.  

## Importance économique
La maladie d'udbatta se manifeste de façon sporadique et est généralement considérée comme une maladie mineure, sauf dans les régions où l'infection est endémique et où elle peut entraîner des pertes de rendement significatives. En Inde, celles-ci peuvent atteindre 11 % chez les variétés sensibles.